# Regicide
Regicide (engl. für Königsmord, Königsmörder(in)) war eine Band aus Oldenburg. Ihr Stil lässt sich als Violin-Rock oder -Metal bezeichnen. Sie war zuletzt bei F.A.M.E. Recordings unter Vertrag.

## Geschichte
Gegründet wurde die Band 2001 von Jan Janssen und Philipp Kehl. Beim ersten Demo-Album Travelling Minds (2001) waren auch bereits Frauke Richter, Heiner Jaspers und Roman Herzig beteiligt. Timo Südhoff und Til Kasmann kamen noch im selben Jahr in die Band. 2004 veröffentlichte Regicide bei F.A.M.E Recordings ihr offizielles Debütalbum Viorus. Am 24. Februar 2006 erschien ihr zweites Album Break the Silence, ebenfalls bei F.A.M.E Recordings, produziert von Chris Wolff.
Regicide tourte unter anderem als Vorgruppe von In Extremo und im Herbst 2004 sowie April/Mai 2006 im Vorprogramm von Schandmaul. 2005 war die Band mit der W:O:A Roadshow unterwegs durch Deutschland. Im Sommer 2005 spielte Regicide zum ersten Mal auf mehreren großen Festivals, wie Deichbrand, Rock Hard, Castle Rock und Wacken. 2006 kamen außerdem das WGT und das M’era Luna Festival zu der Liste der Festivals hinzu. Regicide spielten erneut auf dem Deichbrand Festival. Video-Aufnahmen vom Deichbrand 2006 wurden für ein in Eigenregie produziertes Musik-Video zum Titel An Embracing Space genutzt und auf ihrer Myspace-Seite zur Verfügung gestellt.
Im August 2008 gab die Band auf ihrer Homepage bekannt, dass sie bis auf weiteres eine Pause einlege. Die Arbeiten am dritten Studioalbum wurden eingestellt.
Nach fast dreijähriger Bandpause wurde die Band im Jahr 2011 mit einem Besetzungswechsel wieder aktiv. Neue Sängerin wurde Birgit Lau (Mandrake), die Gitarre wurde von Michael Borchers (Dew-Scented) übernommen. Am 4. Juli 2013 gaben Regicide auf ihrer Facebook-Seite ihre endgültige Auflösung bekannt. Trotzdem wurden noch die Arbeiten an der neuen EP Delirious fertiggestellt, die im Juli 2014 veröffentlicht wurde.

## Diskografie

### Alben
- 2001: Travelling Minds (CD; Eigenvertrieb)
- 2002: Behind Your Eyes (CD; Eigenvertrieb)
- 2004: Viorus (CD; F.A.M.E. Recordings)
- 2006: Break the Silence (CD; F.A.M.E. Recordings)

### EPs
- 2014: Delirious (FLAC/MP3; RecordJet)

### Singles
- 2000: Hazy Contours (CDR; Eigenvertrieb)
- 2001: A Fairy's Tear (CDR; Eigenvertrieb)
- 2004: The Fragrance (CD; F.A.M.E. Recordings)
- 2005: Viorus (CD; F.A.M.E. Recordings)
- 2006: The Hanger-On (CD; F.A.M.E. Recordings)

## Musikvideos
- 2006: The Hanger-On
- 2014: Out Of Reach